# Вежбник (Опольське воєводство)
Вежбник (пол. Wierzbnik) — село в Польщі, у гміні Ґродкув Бжезького повіту Опольського воєводства.
Населення — 589 осіб (2011).

## Демографія
Демографічна структура станом на 31 березня 2011 року:
|          | Загалом | Допрацездатний вік | Працездатний вік | Постпрацездатний вік |
| -------- | ------- | ------------------ | ---------------- | -------------------- |
| Чоловіки | 310     | 68                 | 216              | 26                   |
| Жінки    | 279     | 55                 | 172              | 52                   |
| Разом    | 589     | 123                | 388              | 78                   |